# Zendmast Ruiselede
Stožáry v Ruiselede (nizozemsky: Zendmast Ruiselede) byly 287 metrů vysoké vysílače u Ruiselede v Západních Flandrech v Belgii. Byly postaveny pro přenos velmi dlouhých vln (VDV, nominální frekvence 16,2 kHz) roku 1923. 30. prosince 1933 narazilo letadlo společnosti Imperial Airways do jednoho ze stožárů. Celá posádka letadla zahynula (10 lidí). Zbylé vysílače byly vyhozeny do povětří německými vojáky v říjnu 1940.
Stožáry naprojektoval belgický inženýr Arthur Vierendeel.